# Tralkasaurus
Tralkasaurus („hromový ještěr“, z jazyka domorodých Mapučů) byl rod abelisauridního teropoda z kladu Furileusauria, žijícího v období rané svrchní křídy (geologický stupeň cenoman až turon, asi před 97 až 93 miliony let) na území dnešní argentinské Patagonie (provincie Río Negro). Formálně byl typový druh Tralkasaurus cuyi popsán koncem roku 2019.

## Objev a popis
Fosilie tohoto středně velkého abelisaurida byly objeveny ve svrchní části sedimentů souvrství Huincul na lokalitě nazývané Farma Violante. Jedná se již o třetí rod abelisaurida známého z tohoto souvrství, vedle rodů Ilokelesia a Skorpiovenator. To dokládá, že abelisauridi byli značně diverzifikovaní dravci a měli zřejmě rozděleny své potravní a ekologické niky. Tralkasaurus dosahoval délky kolem 5 metrů a výšku hřbetu zhruba 1,5 metru.